# Softimage
Softimage（ソフトイマージ）はオートデスク社の子会社であるSoftimage社によるハイエンドな3次元コンピュータグラフィックスの制作用ソフトウェアである。
「Softimage」および「SOFTIMAGE」の読み方は「ソフティマージュ」「ソフトイマージ」「ソフトイメージ」「ソフトイマージュ」などがある。それぞれの時代において日本での代理店や販売会社で個別に決められた呼び方であり、どれが間違っているということはないが、公式サイトでの呼び名は「ソフトイマージ」となっていた。カナダのSoftimage社では「ソフトイマージュ」と呼ばれていたようである。なお、Softimage本社はフランス語を公用語とするケベック州にあった。SOFTIMAGE|XSIは単にXSI（エックスエスアイ）と略して呼ぶことが多かった。
映画のVFXやゲーム制作などで使用されていた。Softimageを全面的に開発ラインに取り入れていた会社にカプコン、スタジオジブリがある。またゲーム開発との相性を考慮して設計されており、Softimage上でつけたアニメーションを即座に開発用ゲーム機を通して表示することが可能であった。
対応するOSはWindows 7 SP1、Windows 8/Windows 8.1、そしてLinuxである。
2008年にアビッド・テクノロジーが競合3DCGソフトウェアであるMayaと3ds Maxを持つオートデスク社へSoftimage社を売却、2009年3月にはAutodesk Softimageと改名してバージョン7.5がリリースされた。
しかし、インターフェイスにはその後もXSIという表記が散見された。
2014年4月14日にリリースされたAutodesk Softimage 2015で最終バージョンとなった。

## 歴史
- 1986年、カナダのモントリオールでSoftimage社が設立される。創立者はアニメーター出身のDaniel Langlois。
- 1988年、最初のバージョンとなる「SOFTIMAGE Creative Environment 1.0」をSIGGRAPHで発表した。
- 1989年、SOFTIMAGE Creative Environment 1.6、1.65を出荷。
- 1990年、SOFTIMAGE Creative Environment 2.0を出荷。同社は画期的なアニメーション作成方法であるインバース・キネマティクスを発表。3Dアニメーション産業の中心的な企業へと急速に成長するきっかけになった。インバース・キネマティクスは後にSOFTIMAGE Creative Environmentの標準機能として実装される。
- 1991年、SOFTIMAGE Creative Environment 2.5を出荷。インバース・キネマティクス、剛体シミュレーションなどの機能を装備したActorモジュールが新たに加わった。
- 1992年、SOFTIMAGE Creative Environment 2.52 外部デバイスからデータの入力ができるChannels機能やプラグイン開発ができるDKitを装備。ペイント、コンポジット機能を搭載したSOFTIMAGE|Eddie（開発元は、Animal Logic）をリリースした。
- 1993年、SOFTIMAGE Creative Environment 2.6 Meta-Clay、クラスター機能などを搭載。mental rayを新たなレンダラーとして採用。
- 1994年、マイクロソフトがSoftimage社を1億3000万ドル相当の株式交換により買収した[2]。Windows NT用にSOFTIMAGE Creative Environmentを移植したため、低価格のNTワークステーションでも使うことができるようになった。マイクロソフトに買収されてから製品名が「SOFTIMAGE|3D」となった。
- 1994年、Windows NT版のSOFTIMAGE|3D 3.0を2月に出荷。
- 1998年、米国のAvid Technology社はSoftimage社を買収し、子会社化。SOFTIMAGEシリーズ製品を大幅に値下げした。
- 1999年、SIGGRAPHでSOFTIMAGE 3Dの次世代バージョンのプロトタイプ「Sumatra」を発表。
- 2000年、SOFTIMAGE|XSI 1.0出荷開始。最初のバージョンはバグが多く不安定で、ポリゴンモデリング機能がないなど非常に厳しい出発だった。
- 2000年、SOFTIMAGE|XSI 1.5 モデリング機能の正式サポート Subdivision Surface搭載
- 2001年、SOFTIMAGE|XSI 2.0 コンポジット機能 FXtree搭載 Version 2.01でHair/Furサポート
- 2002年、SOFTIMAGE|XSI 3.0 リアルタイムシェーダ搭載・新クラウドシミュレーション
- 2003年、SOFTIMAGE|XSI 3.5 半年でのスピードリリース 互換性・ワークフローの改善
- 2004年、SOFTIMAGE|XSI 4.0 シミュレーション Syflex搭載(ADV) 新パッケージ"Foundation"発表
- 2005年、SOFTIMAGE|XSI 5.0 64bit版登場 ギガポリゴンコアのサポート・Hair/Syflexの機能向上・リジッドボディ AGEIA™ physX™統合
- 2006年、SOFTIMAGE|XSI 6.0 SDKの新機能として外部レンダラの組み込みの容易化・DELTAリファレンス搭載
- 2007年、SOFTIMAGE|XSI 6.5 HDRレンダマップサポート SDK/APIの追加 Audio機能強化
- 2008年、SOFTIMAGE|XSI 7.0 ビジュアルプログラミング環境 ICE搭載 エフェクト関係の機能向上 マルチスレッド機能向上 "Foundation"の開発・提供終了
- 2008年、Avid Technology社がAutodesk社へSoftimage社の全ての事業を売却することで合意にいたる。
- 2009年、Autodesk Softimage 7.5 UV生成機能強化 Syflexマルチスレッド対応 ライセンス形式変更
- 2009年、Autodesk Softimage 2010/2010SP1 ギガポリゴンコアIII FaceRobot SceneDebugger ICE強化（Visual Performance Monitor/Custom Node) エディタ強化
- 2010年、Autodesk Softimage 2011 サンドボックス（外部シェーダやレンダラを自動ホスト） ICEキネマティクス FaceRobot強化（自動リップシンク） MR Shader追加
- 2014年、Autodesk、Softimageの開発終了を発表。
- 2016年、Softimageシリーズのサポート終了。

## 関連ソフトウェア
Softimage社は3DCG以外のソフトウェアにもSoftimageブランドを使用していた。
- Softimage DS (後のAvid DS（英語版）) - VFXに対応する動画編集ソフトウェア。現在は開発終了している。
- Softimage Marquee - タイトルツール。後にAvid Media Composerへと統合されAvid Marquee Title Toolとなった。
- Softimage Toonz (後のToonz) - 2Dアニメーションソフトウェア。現在はドワンゴに買収され、OpenToonzとしてオープンソース化されている。